# اتحاد ماكاو لكرة القدم
تأسس اتحاد مكاو لكرة القدم في عام 1939م وانضم إلى الاتحاد الدولي لكرة القدم في 1978م ثم انضم إلى الاتحاد الآسيوي لكرة القدم في 1976م.